# Mesothen zenobia
Mesothen zenobia là một loài bướm đêm thuộc phân họ Arctiinae, họ Erebidae.